# Ostateczny krach systemu korporacji
Ostateczny krach systemu korporacji – dziesiąty album Kultu, wydany 4 maja 1998 roku. Jest to ostatnia płyta nagrana z tragicznie zmarłym perkusistą, Andrzejem Szymańczakiem. Tytuł płyty wywodzi się z cytatu Jello Biafry – Najbardziej lubię wizualizować sobie ostateczny krach systemu korporacji, który według Kazika jest przykładem naiwności autora (cytat ten pojawia się na początku utworu Krew jak śnieg).
Autorstwo utworu Fever, Fever, Fever jest przypisane muzykom z fikcyjnego zespołu Liars – L. Rekarte i R. Lopezowi. Inspiracją dla ich imion był hiszpański piłkarz López Rekarte.
Album uzyskał status platynowej płyty.
W 2014 roku wydano reedycję albumu na płycie winylowej.

## Lista utworów
1. „Goopya peezda” (K. Staszewski / Kult)
2. „Lewy czerwcowy” (K. Staszewski / Kult)
3. „Grzesznik” (K. Staszewski / Kult)
4. „Gdy nie ma dzieci” (K. Staszewski / Kult)
5. „Z archiwum polskiego jazzu” (K. Staszewski / Kult)
6. „3 gwiazdy” (K. Staszewski / Kult)
7. „Poznaj swój raj” (K. Staszewski / Kult)
8. „Dziewczyna bez zęba na przedzie” (K. Staszewski / Kult)
9. „Kto wie” (K. Staszewski / Kult)
10. „Fever, fever, fever” (K. Staszewski / Kult[8], na okładce albumu podano jako żart L. Rekarte / R. Lopez[6])
11. „Jatne” (K. Staszewski / Kult)
12. „Ja wiem to” (K. Staszewski / Kult)
13. „Kto śmie traktować cię źle” (K. Staszewski / Kult)
14. „Idź przodem” (K. Staszewski / Kult)
15. „Krew jak śnieg” (K. Staszewski / Kult)
16. „Komu bije dzwon” (K. Staszewski / Kult)
17. "..."[9] (K. Staszewski / Kult)

## Wykonawcy
- Kazik Staszewski – sampler, saksofon, śpiew
- Janusz Grudziński – instrumenty klawiszowe, gitara akustyczna
- Irek Wereński – gitara basowa
- Krzysztof Banasik – gitara elektryczna, waltornia, saksofon, dzwony rurowe, przyśpiewki
- Andrzej Szymańczak – perkusja, inne instrumenty perkusyjne

oraz gościnnie:
- Sebastian Filiks – skrecze
- Janusz Zdunek – trąbka